# ليرغوتريل
ليرغوتريل (بالإنجليزية: Lergotrile)‏ (INN, USAN)؛ هو مشتق إرغولين، يعمل ناهضًا لمستقبلات الدوبامين. تم تطوير ليرغوتريل لعلاج مرض باركنسون، ولكنه فشل في التجارب السريرية بسبب قدرته على إحداث تسمم في الكبد.